# Bronisław Piłsudski

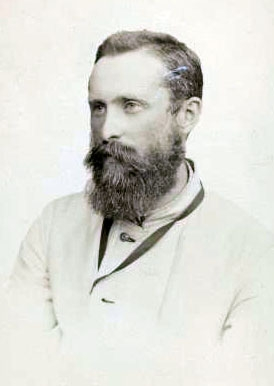
Bronisław Piotr Piłsudski

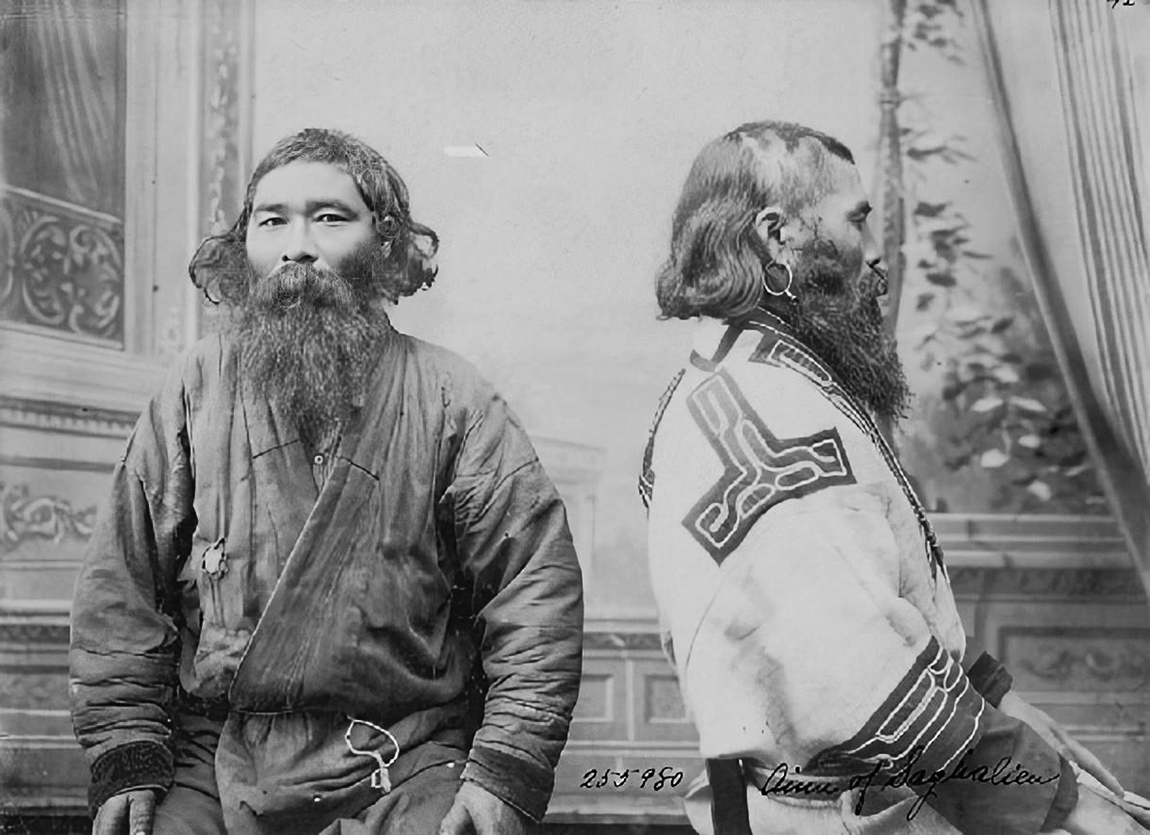
Zwei Ainu, fotografiert von Bronisław Piłsudski

Bronisław Piotr Piłsudski (anhörenⓘ) (* 2. November 1866 in Zułowo, Gouvernement Wilna, Russisches Kaiserreich; † 17. Mai 1918 in Paris) war ein polnischer Ethnograf, der auf die Völker der Niwchen, Oroken und Ainu spezialisiert war.
Er wurde 1866 als Sohn des Gutsbesitzers Józef Wincenty Piotr Piłsudski (1833–1902) geboren. 1874 zerstörte ein Brand das Gut der Familie im heute litauischen Zalavas, die daraufhin nach Vilnius zog. Piłsudski besuchte das dortige russische Gymnasium und studierte ab 1885 Jura in Sankt Petersburg. 1887 wurde er von der zaristischen Polizei verhaftet. Unter dem Vorwurf, ein Attentat auf Zar Alexander III. geplant zu haben, wurde er zu 15 Jahren schwerer Zwangsarbeit auf der Insel Sachalin im Fernen Osten verurteilt. Fünf der fünfzehn Verschwörer, darunter Lenins Bruder Alexander Uljanow, wurden hingerichtet. Weitere etwa 50 Personen, zu denen auch Piłsudskis Bruder Józef gehörte, wurden ohne Gerichtsverfahren für mehrere Jahre nach Sibirien verbannt.
Auf Sachalin musste Bronisław Piłsudski zunächst schwere körperliche Arbeit beim Roden von Wäldern im Rajon Tymowskoje leisten, wurde aber bald als Lehrer eingesetzt. Er begann meteorologische Beobachtungen vorzunehmen. 1891 lernte er Lew Jakowlewitsch Sternberg kennen, der ihn in die Wissenschaft der Ethnografie einführte. Piłsudski begann ethnografisches Material über die Niwchen zu sammeln. Als 1896 in Alexandrowsk-Sachalinski ein völkerkundliches Museum gegründet wurde, schickte man ihn in die Dörfer der Ainu, um weiteres Material zu sammeln. 1899 bekam er einen Posten am Museum der Gesellschaft zur Erforschung des Amurlandes in Wladiwostok, wo er bis 1902 tätig war. Gleichzeitig arbeitete er als Sekretär der Filiale der Kaiserlichen Russischen Geographischen Gesellschaft in Wladiwostok. Im Juni 1902 wurde er von der Kaiserlichen Russischen Akademie der Wissenschaften mit einer Expedition nach Sachalin betraut, um ethnographische Artefakte der Kultur der dortigen indigenen Völker, der Niwchen, Oroken und Ainu, zu sammeln. Im Ainu-Dorf Ai, heute Sowjetskoje, heiratete er Chuhsamma, die Nichte des Häuptlings Kimura Bafunke. 1903 reiste er mit Wacław Sieroszewski nach Hokkaido, um auch die dortigen Ainu zu studieren. Der Ausbruch des Russisch-Japanischen Kriegs beendete das ambitionierte Forschungsprojekt. Piłsudski kehrte nach Sachalin zurück. 1903 wurde sein Sohn Sukezō geboren, 1905 seine Tochter Kiyo. Im November desselben Jahres reiste Piłsudski nach Japan, wo er mit Futabatei Shimei die polnisch-japanische Freundschaftsgesellschaft gründete. Über Nordamerika und Frankreich kehrte er 1906 nach Polen zurück und ließ sich in der Nähe von Zakopane nieder. Nach dem Ausbruch des Ersten Weltkriegs verließ Piłsudski Polen und lebte zunächst in Wien, später in der Schweiz und schließlich in Paris, wo er für das von Roman Dmowski gegründete Polnische Nationalkomitee (Komitet Narodowy Polski) arbeitete. Am 17. Mai 1918 nahm er sich das Leben.

## Werke (Auswahl)
- Der Schamanismus bei den Ainu-Stämmen von Sachalin. In: Globus. Band 95, 1909, S. 72–78.
- Das Bärenfest der Ajnen auf Sachalin. In: Globus. Band 96, 1909, S. 37–41 und S. 53–60.
- Die Urbewohner von Sachalin. In: Globus. Band 96, 1909, S. 325–330.
- Schwangerschaft, Entbindung und Fehlgeburt bei den Bewohnern der Insel Sachalin (Giljaken und Ainu). In: Anthropos. Band 5, 1910, S. 756–774.
- Bevölkerung Sachalins. In: Anthropos. Band 6, 1910, S. 566–567.